# 沈連源
沈連源（1491年—1558年6月19日），字孟容（맹용），号保庵（보암），封爵号青川府院君（청천부원군），朝鮮王朝的文臣和政治人物。諡号忠惠（충혜）。朝鮮明宗妃仁順王后，沈義謙、沈忠謙的祖父。他是1551年8月23日-1558年5月29日朝鮮朝廷的領議政。
他四次科舉及第。

## 外部連結
- 沈連源:Daum[永久] 
- 沈連源:韓國歷史人物綜合情報 （页面存档备份，存于） 
- 沈連源[永久]